# Congiopodus spinifer
Cacique hérisson
Espèce
Statut de conservation UICN

 LC  : Préoccupation mineure

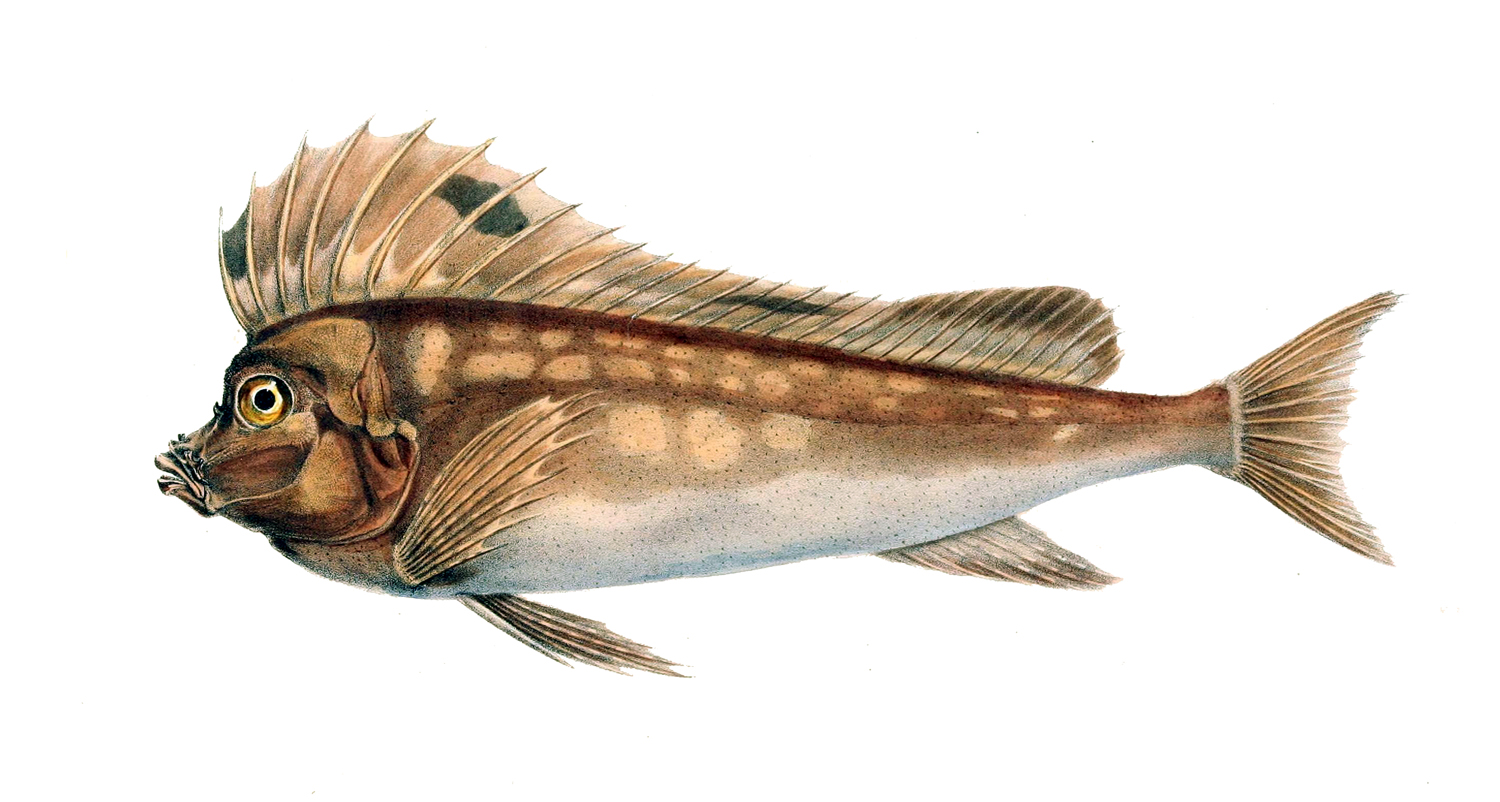

Congiopodus spinifer, le Cacique hérisson, est une espèce de poissons osseux de la famille des Congiopodidae.